# Borisz Jefimovics Nyemcov
Borisz Jefimovics Nyemcov (oroszul: Бори́с Ефи́мович Немцо́в, Szocsi, 1959. október 9. – Moszkva, 2015. február 27.) orosz politikus, államférfi. 2013. szeptember 8-tól 2015. február 27-én, merénylet miatt bekövetkezett haláláig a Jaroszlavli területi Tanács képviselője volt.
A Nyizsnyij Novgorod-i terület első kormányzója volt 1991-től 1997-ig. Üzemanyag- és energiaügyi miniszter 1997 áprilisától novemberig. Az Oroszországi Föderáció kormányának miniszterelnök-helyettese 1997–1998 között. Oroszország parlamentjének képviselője 1991–1993 között, a Jobboldali Erők Szövetsége parlamenti frakció alapítója.
1998-ban létre hozta a Molodaja Rosszija liberális mozgalmat, mely szervezet az első alapítói között volt a jobb oldali koalíciónak 1998-2000-ig. A jobboldali koalíció szétesése után az elsők között kezdeményezte az ellenzéki Szolidarnoszty demokratikus mozgalom létre hozását.  2008-tól tagja a mozgalom Szövetségi Politikai Tanácsának elnökségének.2009-ben a Szolidarnoszty jelöltje volt a Szocsi polgármester választáson, melyen a második helyet szerezte meg a kormánypárti jelölt mögött. 2010-ben a mozgalom betagozódott a Népi Szabadság Pártba (Республиканская партия России — Партия народной свободы).
Nyemcov számos jelentést adott ki a korrupcióról, melyekben bírálta Putyint.
Számos társadalmi és állami kampány kezdeményezője és részt vevője volt (például ökológiai mozgalom az atomerőművek ellen a Nyizsnyij Novgorod-i területen.)
2015. február 27-ről 28-ra virradó éjjelen megölték. Az ügyben 2017 júliusában bűnszervezetben elkövetett bérgyilkosságért elítéltek öt csecsen iszlamistát.
Az eseményre később így emlékezett Grigorij Javlinszkij orosz politikus, az Orosz Egyesült Demokratikus Párt alapító-elnöke:
„Öt évvel ezelőtt ölték meg Borisz Nyemcovot. Előtte egy évvel már megtörtént a Krím annektálása, a Donyecben már lendületet vett a háború. Ám az ellenzéki politikusnak, az autoriter hatalom megalkuvás nélküli kritikusának, Vlagyimir Putyin személyes opponensének demonstratív megölése a Kreml fala közelében későbbi bajok és bűncselekmények kiindulópontja lett. (…) Az eltelt öt év alatt Borisz Nyemcov meggyilkolását a maga valóságában nem derítették fel, a megrendelőket nem állapították meg…”